# Nicolae Macri
Nicolae Macri (n. secolul al XX-lea – d. secolul al XX-lea) a fost un pilot român de aviație, as al Aviației Române din cel de-al Doilea Război Mondial.
Sergentul T.R. av. Nicolae Macri a fost decorat cu Ordinul Virtutea Aeronautică de război cu spade, clasa Crucea de Aur (4 noiembrie 1941) pentru că „într'o luptă aeriană avionul a fost grav avariat, totuși reușește să ateriseze în bune condițiuni pe teritoriul amic. Doboară în luptă aeriană un avion inamic”.

## Decorații
- Ordinul „Virtutea Aeronautică” de Război cu spade, clasa Crucea de Aur (4 noiembrie 1941)[1]